# Kevin Karschau
Kevin Karschau est un joueur international allemand de rink hockey. 

## Palmarès
En 2016, il participe au championnat d'Europe.